# The Riddle of the Sands
The Riddle of the Sands (bra: O Enigma das Areias) é um filme britânico de 1979, dirigido por Tony Maylam, baseado no livro homónimo de Erskine Childers.

## Sinopse
Situado em 1901, o filme centra-se nos esforços de dois velejadores britânicos para destruírem um plano alemão de invasão da Grã-Bretanha. Foi filmado nas costas do Mar do Norte, da Alemanha e Holanda.

## Elenco
- Michael York .... Charles Carruthers
- Simon MacCorkindale .... Arthur Davies
- Jenny Agutter .... Clara Dollmann
- Alan Badel .... Dollmann
- Michael Sheard .... Boehme
- Hans Meyer .... Grimm
- Wolf Kahler .... cáiser Guilherme 2.º
- Olga Lowe .... Frau Dollmann